# 1781
| 1781                        |
| --------------------------- |
| Dødsfald - Fødsler          |
| • Begivenheder • Litteratur |

| Gregoriansk kalender | 1781 MDCCLXXXI          |
| Ab urbe condita      | 2534                    |
| Armensk kalender     | 1230 ԹՎ ՌՄԼ             |
| Kinesiske kalender   | 4477 – 4478 庚子 – 辛丑 |
| Etiopisk kalender    | 1773 – 1774             |
| Jødisk kalender      | 5541 – 5542             |
| Hindukalendere       |                         |
| - Vikram Samvat      | 1836 – 1837             |
| - Shaka Samvat       | 1703 – 1704             |
| - Kali Yuga          | 4882 – 4883             |
| Iransk kalender      | 1159 – 1160             |
| Islamisk kalender    | 1195 – 1196             |

Konge i Danmark: Christian 7. 1766-1808
Se også 1781 (tal)

## Begivenheder

### Udateret
- Immanuel Kant udgiver første udgave af Kritik af den rene Fornuft

### Januar
- 1. januar - den første jernbro nogensinde åbnes i Shropshire, England

### Marts
- 13. marts - opdagede den engelske astronom Sir William Herschel, planeten Uranus

### April
- 25. april - Slaget ved Hobkirk’s Hill
- 29. april - den franske flåde besætter Tobago

- Landsbyen Vridsløsemagle nedbrænder

### August
- 5. august - slaget ved Dogger Bank

### Oktober
- 19. oktober - under USA's uafhængighedskrig overgiver Lord Cornwallis overgiver sig til George Washington ved Yorktown

### December
- 31. december - The Bank of North America, den første bank i USA, åbner

## Født
- 12. juli – Anne Marie Mangor – kogebogsforfatterinden Madam Mangor
- 12. november – Clas Livijn, svensk forfatter (død 1844).
- 8. december – Eggert Christopher Tryde – stiftprovst, kongelig konfessionarius og æresdoktor

## Dødsfald
- 17 marts - Johannes Ewald - dansk digter og dramatiker
- 26. november - Johan Frederik Gotthilf Lehmann, dansk officer (født 1725).